# Indo-sciti
Gli Indo-sciti sono un ramo dei Saci iranici (Sciti) che migrò dalla Siberia in Battria, Sogdiana, Arachosia, Regno di Gandhāra, Kashmir, Punjab e in zone dell'India centrale e occidentale, Gujarat e Rajasthan, dalla metà del II secolo a.C. al V secolo. Il primo sovrano indo-scita in India fu Maues, che conquistò il Gandhāra e si espanse gradualmente in India nord-occidentale; il dominio indo-scita in India terminò nel 395, con la morte dell'ultimo satrapo occidentale Rudrasimha III.

## Origine e migrazione in Sakastan
Durante la conquista achemenide della Valle dell'Indo, intorno al 515 a.C., l'esercito achemenide non era esclusivamente persiano e i saci parteciparono probabilmente all'invasione dell'India nord-occidentale. L'esercito achemenide era composto da molte etnie diverse che facevano parte del vasto impero achemenide. L'esercito comprendeva Battriani, Saci (Sciti), Parti, Sogdiani. Erodoto fornisce un elenco completo delle etnie dell'esercito achemenide, in cui sono inclusi i saci insieme agli Ioni e persino agli Etiopi. È probabile che queste etnie fossero incluse nell'esercito achemenide che invase l'India.
Nel II secolo a.C. ebbe inizio un nuovo movimento nomade tra le tribù dell'Asia centrale, che ebbe effetti duraturi sulla storia di Roma, della Partia e della Battria, di Kabul e dell'India a est, nell'Asia meridionale. Registrato negli annali della dinastia Han e in altri documenti cinesi, questo grande movimento tribale iniziò dopo che la tribù degli Yuezhi fu sconfitta dagli Xiongnu, fuggendo verso ovest dopo la sconfitta e creando un effetto domino con lo spostamento di altre tribù dell'Asia centrale sul loro cammino.
Secondo queste fonti antiche, Modu Shanyu, della tribù Xiongnu della Mongolia, attaccò gli Yuezhi (forse imparentati con i Tocari che vivevano nell'area orientale del bacino del Tarim) e li sfrattò dalla loro patria intorno al 175 a.C. Lasciandosi alle spalle un residuo del loro numero, la maggior parte della popolazione si spostò verso ovest, nell'area del fiume Ili. Lì, hanno spostato i Saci, che sono migrati a sud nella Fergana e nella Sogdiana. Secondo le cronache storiche cinesi (che chiamano i Saci "Sai" 塞): "Gli Yuezhi attaccarono il re dei Sai che si spostò a una distanza considerevole verso sud e gli Yuezhi allora occuparono le sue terre". 
Poco dopo il 155 a.C., gli Yuezhi furono nuovamente sconfitti da un'alleanza tra Wusun e Xiongnu e furono costretti a spostarsi verso sud, spostando nuovamente gli Sciti, che migrarono a sud verso la Battria e l'attuale Afghanistan, e a sud-ovest più vicino alla Partia.
I Saci sembrano essere entrati nel territorio del Regno greco-battriano intorno al 145 a.C., dove misero a ferro e fuoco la città greca di Alessandria sull'Oxus. Gli Yuezhi rimasero in Sogdiana, sulla sponda settentrionale dell'Oxus, ma divennero tributari dei Saci in territorio battriano, come descritto dall'ambasciatore cinese Zhang Qian che visitò la regione intorno al 126 a.C..
In Partia, tra il 138-124 a.C., una tribù nota agli studiosi della Grecia antica come Sacaraucae (probabilmente dal persiano antico Sakaravaka "nomade Saka") e un popolo alleato, i Massageti, entrarono in conflitto con l'Impero partico. L'alleanza di queste due tribù vinse diverse battaglie e uccise, in successione, i re partici Fraate II e Artabano I.
Il re partico Mitridate II riprese infine il controllo di parti dell'Asia centrale, prima sconfiggendo gli Yuezhi in Sogdiana nel 115 a.C. e poi sconfiggendo gli Sciti in Partia e Seistan intorno al 100 a.C. Dopo la sconfitta, le tribù Yuezhi migrarono relativamente a est, in Battria, che avrebbero controllato per diversi secoli e da cui in seguito conquistarono l'India settentrionale per fondare l'Impero Kushan.
I Saci si insediarono nella Drangiana, un'area dell'Afghanistan meridionale, del Pakistan occidentale e dell'Iran meridionale, che da loro nome in persiano "Saka" prese il nome di Sakastan ossia il Sistan. Da lì si espansero progressivamente nell'attuale Iran e nell'India settentrionale, dove fondarono vari regni e dove sono conosciuti come "Saka". Da qui le orde miste di Sciti si diffusero poi ulteriormente nell'India settentrionale e sudoccidentale attraverso la bassa valle dell'Indo. La loro migrazione si diffuse nel Gujarat, nel Rajasthan e nell'India settentrionale.
Il sovrano arsacide Mitridate II (123-88/87 a.C. circa) perseguì una politica militare aggressiva in Asia centrale e aggiunse molte province all'Impero partico, tra cui la Battria occidentale, che Mitridate strappò agli indo-sciti.
La presenza dei Saci nel Sakastan nel I secolo a.C. è menzionata da Isidoro di Carace nelle sue "Stazioni partiche". Egli spiega che all'epoca confinavano con le città greche a est (Alessandria del Caucaso e Alessandria di Arachosia).
Il Sakastan o Seistan della Drangiana, oltre che dai Saci, era abitato da altre popolazioni come i Kamboja.

## Regni indo-sciti

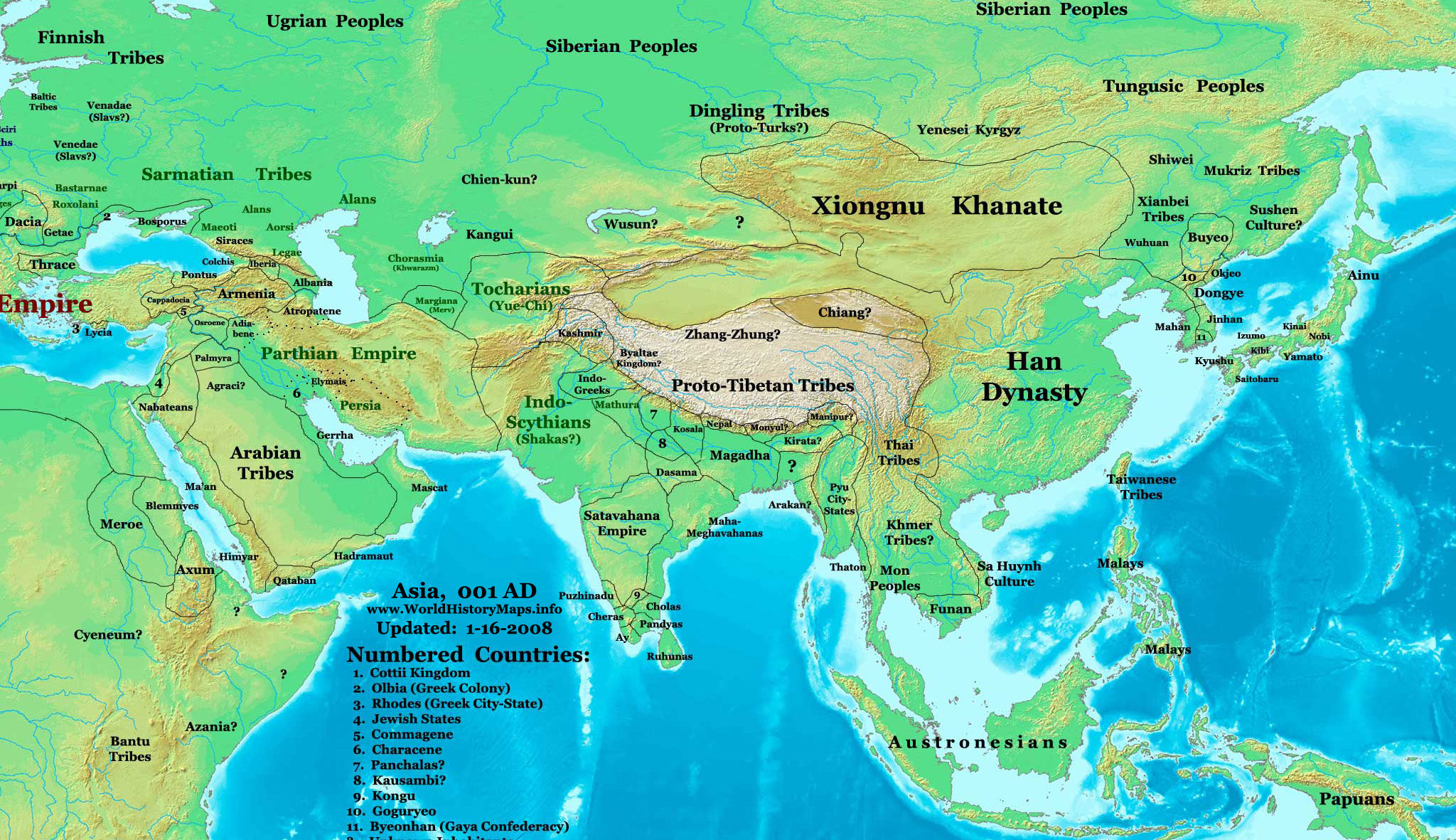
L'Asia nel I secolo a.C.

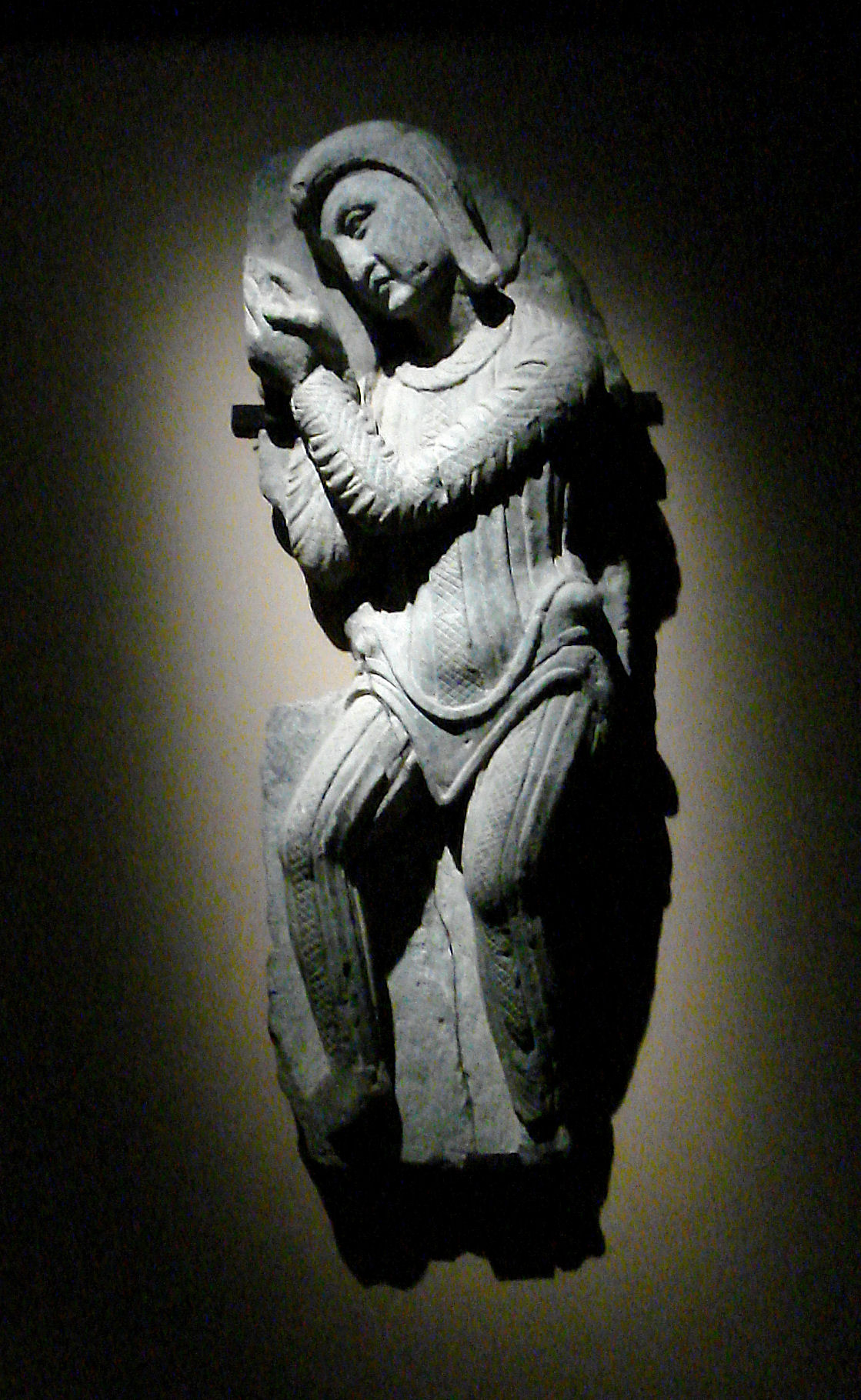
Devoto scita, Butkara I.

### Espansione degli Sciti in India
Il primo regno indo-scita nel subcontinente indiano occupava la parte meridionale del Pakistan, nell'area compresa fra l'Abiria (Sindh) e il Saurashtra (Gujarat), tra il 110 e l'80 a.C. Progressivamente si espanse a nord, nei territori indo-greci, fino alla morte del re indo-scita Maues. Con la sua morte il regno si disintegrò e gli indo-greci ripresero il controllo dei territori perduti.
Nel 55 a.C. Azes I sconfisse il re indo-greco Ippostrato. Gli indo-sciti ristabilirono il regno nel nord-ovest con capitale Taxila e con due grandi satrapie, una a Mathura nell'est e una a Saurashtra, nel sud-ovest.
Nell'India settentrionale, gli indo-sciti conquistarono l'area di Mathura dei re indiani intorno al 60 a.C. Alcuni dei loro satrapi furono Hagamasha e Hagana, seguiti a loro volta dal "Grande Satrapo" Rajuvula.
Il capitello leonino di Mathura, un capitello in arenaria di stile grezzo, proveniente da Mathura, nell'India settentrionale, e datato al I secolo d.C., descrive in kharoshthi il dono di uno stupa con una reliquia del Buddha, da parte della regina Nadasi Kasa, moglie del sovrano indo-scita di Mathura, Rajuvula. Sul capitello viene citata anche la genealogia di diversi satrapi indo-sciti di Mathura.
Rajuvula pare abbia eliminato l'ultimo dei re indo-greci, Stratone II, intorno al 10 d.C., e ne abbia preso la capitale, Sagala.
I satrapi indo-sciti di Mathura sono talvolta chiamati Satrapi settentrionali. Dopo Rajuvula, diversi successori sono noti per aver governato come vassalli dei Kushan.
A sud-est, gli indo-sciti invasero l'area del Ujjain ma vennero fermati nel 57 a.C. da re malwa Vikramaditya. Un secolo più tardi, nel 78 d.C., gli sciti invasero nuovamente l'Ujjain creando il regno delle Satrapie occidentali.
Il testo del Yuga Purana menziona un'invasione del Pataliputra da parte degli sciti durante il I secolo a.C. Il testo spiega che il re dei Saka uccise 1/4 della popolazione, prima di essere ucciso a sua volta dal re dei kalinga Shata e da un gruppo di Sabalas.

### Declino
Dopo la morte di Azes, il dominio degli indo-sciti sull'India nord-occidentale venne meno e furono rimpiazzati negli ultimi anni del I secolo a.C. dagli indo-parti guidati dal re Gondofare. Alcuni capi minori sciti mantennero il controllo di pochi territori ai margini dell'impero Indo-parto, probabilmente pagando dei tributi.
Verso la fine del I secolo d.C., gli indo-parti furono sostituiti dai Kushan, che dalla Battria si stavano espandendo verso l'India nord-occidentale, dove crearono l'impero Kushan.
Gli ultimi regni sciti in India centro-occidentale (Satrapie occidentali) sopravvissero fino al 400 d.C. circa quando vennero conquistati dall'Impero gupta di Chandragupta II.

## Sovrani Indo-sciti

### Area dell'India Nordoccidentale/Pakistan
- Maues, ca. 90–60 a.C.
- Vonone, ca. 75–65 a.C.
- Spalahores, ca. 75–65 a.C.
- Spalirises, ca. 65–57 a.C.
- Azes I, ca. 57–35 a.C.
- Azilises, ca. 57–35 a.C.
- Azes II, ca. 35–12 a.C.
- Zeionises, ca. 10 a.C.– 10 d.C.
- Kharahostes, ca. 10 a.C. –10  d.C.
- Hajatria

### Area del Punjab e del Pakistan
- Liaka Kusulaka, (Kshaharata, Satrapo di Chuksa)
- Kusulaka Patika, (Kshaharata, Satrapo di Chuksa e figlio di Liaka Kusulaka)
- Bhumaka
- Nahapana (fondatore delle Satrapie Occidentali)

### Area di Mathura, Satrapie Settentrionali
- Hagamasha (Kshaharata, Satrapo)
- Hagana (Kshaharata, Satrapo)
- Rajuvula, ca.  10 d.C. (Mahakshaharata, Grande Satrapo)
- Sodasa, figlio di Rajuvula